# Hachim Mastour
Hachim Mastour  (Reggio Emilia, 1998. június 15. –) marokkói származású labdarúgó, a Renaissance Zemamra játékosa.
A Transfermarkt szerint százezer euró az értéke.

## Pályafutása

### AC Milan
Hachim Mastourt 2014 nyárán, a Arrigo Sacchi javaslatára igazolta le a Milan a Reggianától, méghozzá olyan csapatok orra elől, mint a Real Madrid, az Internazionale, vagy a két manchesteri óriás, a City és a United – a döntő szót a szülők mondták ki.
A lombardok akadémiáján bontogatja szárnyait, nem is akárhogyan, legutóbb az Albinoleffe elleni 7-0 alkalmával mutatta meg, miért hasonlítják fiatal kora ellenére Lionel Messihez és Zinedine Zidane-hoz a támadó középpályást, aki sokak szerint az olasz klub történetének legnagyobb tehetsége.
2014. július 27-én debütált a Milan felnőtt csapatában, méghozzá a Manchester City ellen.

### Málaga
2015. augusztus 31-én a Málaga kölcsönvette Mastour-t 2 szezonra Abdullah al-Thani különleges kérésére. A Real Betis ellen debütált egy 0-1-es vereségen, a meccs utolsó 5 percére lett becserélve Adnane Tighadouini helyére. 2016. július 7-én a Málaga úgy döntött, hogy lemond Mastour-ról és a szezon végén Mastour visszatért a Milanba.

### Zwolle
2016. július 14-én csatlakozott a Zwolle csapatához egy 1 éves kölcsönszerződéssel. Augusztus 13-án debütált miután a meccs vége előtt 17 perccel be lett cserélve Youness Mokhtar helyére, a csapat hazai pályán 0-3-as vereséget szenvedett a Sparta Rotterdam ellen.

### Lamia
2018. szeptember 4-én aláírt a Görög első osztályban szereplő Lamia együtteséhez. 2019. februárjáig nem játszott sérülés miatt. A következő 6 gólnélküli meccs után 7 hónap alatt, 2019. március 4-én a felek közös megegyezéssel szerződést bontottak. A rá következő hónapban a Parma-val edzett.

### Reggina
Mastour 2019. október 18-án 3 éves szerződést írt alá az Olasz harmadosztályban szereplő Regginaval.

### Athletic Zemamra
2022. június -án jelentették be, hogy a Renaissance Zemamra szerződtette.

## Válogatott
Mastour 7-szer szerepelt az Olasz U16-os válogatottban, ahol összesen 1 gólt szerzett Horvátország ellen egy késői egyenlítő találatot. 2013. augusztus 18-án debütált az olasz korosztályos válogatottban egy 3-0-ás meccsen Katar ellen. Az Olasz illetve a marokkói válogatott közül tudott választani és marokkói válogatottat választotta és 2015. május 19-én be is jelentette. 2015. június 12-én mutatkozott be először a marokkói válogatottban egy Afrika nemzetek kupája mérkőzésen 2017-ben Líbia ellen 1-0-ra megnyert mérkőzésen, miután a meccs utolsó 2 percére becserélték Nordin Amrabat helyett. Marokkói labdarúgó-válogatott legfiatalabb bemutatkozója lett 16 év és 363 nappal.

## Játékstílusa
Mastour egy sokoldalú játékos, gyors, fürge, kreatív és nagyon ügyes játékos a kiváló technikai és a játék olvasásának képességével. Habár eredeti posztja a Támadó középpályás tud játszani számos más támadó pozícióban is , akár szélső csatár vagy másodcsatár. Eredetileg jobblábas ezek ellenére mindkettővel veszélyes lehet az ellenfél kapujára. Mastour 14 éves korában azt állította, hogy a fő képességei a labdairányítás és a cselezés. 2015-ben Fabio Balaudo hozzátette:"A kiváló cselezési és a magasztos technikák lehetetlenné tette ,hogy az ő korosztályában bárki is leszerelje őt. Az ő elképesztő gyorsaságával és labdakezelésével szárnyalhat majd a csapatban ,mint csatár vagy szélső." 2015-ben a The Guardian jelölte őt a top 50 legnagyobb tehetség díjára, akik 1998-ban születtek.